# Star Control: Origins
Star Control: Origins é um jogo de ação e aventura desenvolvido e publicado pela Stardock Entertainment para Microsoft Windows, lançado em 20 de setembro de 2018.